# Club Voleibol Almería 2014-2015
Questa voce raccoglie le informazioni riguardanti il Club Voleibol Almería nelle competizioni ufficiali della stagione 2014-2015.

## Organigramma societario
Area direttiva
- Presidente: Ramón Sedeño

Area tecnica
- Allenatore: Piero Molducci

## Rosa
| N° | Nome                | Ruolo | Data di nascita   | Nazionalità sportiva |
| -- | ------------------- | ----- | ----------------- | -------------------- |
| 1  | Alejandro Fernández | S     | 17 aprile 1987    | Spagna               |
| 3  | Jesús Bruque        | P     | 13 luglio 1991    | Spagna               |
| 4  | Ignacio Sánchez     | P     | 24 febbraio 1991  | Spagna               |
| 5  | Antoni Llabres      | L     | 20 novembre 1991  | Spagna               |
| 6  | Thomas Zass         | S/O   | 27 novembre 1989  | Austria              |
| 7  | Jorge Almansa       | S     | 17 aprile 1991    | Spagna               |
| 8  | Héctor Aguierre     | S     | 18 giugno 1991    | Venezuela            |
| 9  | Pablo Bugallo       | C     | 20 novembre 1991  | Spagna               |
| 10 | Raúl Muñoz          | S     | 6 marzo 1991      | Spagna               |
| 14 | Miquel Ángel Fornés | C     | 6 settembre 1993  | Spagna               |
| 16 | Diego Almeida       | C     | 23 settembre 1986 | Brasile              |
| 17 | Xavier Folguera     | P     | 27 agosto 1988    | Spagna               |
| -  | Sergio Felix        | S     | 31 gennaio 1990   | Brasile              |